# 中村万三
中村 万三（なかむら まんぞう、1913年4月8日 - 2003年3月4日）は、国語教育者、評論家。
愛知県出身。1933年知多郡に教師として赴任。36年名古屋市に赴任。1946年東京都盈進学園小学・中学校勤務、主事兼務。1950年成蹊学園中学校・高等学校教諭。79年定年退職。作文教育に力を入れ、中学生向けの文学全集を編纂した。

## 著書
- 『愛育記 こどもの生活とことば』牧書房 育成文庫 1948
- 『新しい作文教育 高学年の指導』新光閣 1951
- 『生きたことば』教育出版センター 国語教育叢書 1985
- 『父と母からの糸電話』東銀座出版社 1991
- 『折々のうた心の安らぎ 季節の移ろいに』文芸社 2000

### 編纂
- 『中学生文学全集 21  堀辰雄集』編　新紀元社 1955
- 『中学生文学全集 20  川端康成集』編　新紀元社 1955
- 『中学生文学全集 25  林芙美子集』編　新紀元社 1956
- 『中学生文学全集 19 寺田寅彦・中谷宇吉郎集』編　新紀元社 1956
- 『中学生文学全集 24　井伏鱒二集』編　新紀元社 1957
- 『中学生文学全集 30 中学生文学感想集』編 新紀元社 1958
- 『中学生文学全集 28 宮城道雄・森田たま集』編 新紀元社 1958

## 注
1. ↑  『人物物故大年表』
2. ↑  『現代日本人名録』2002年